# Décorations créées ou reçues par Napoléon Ier

Cet article présente les décorations créées ou reçues par Napoléon Ier.

## La création de la Légion d'honneur

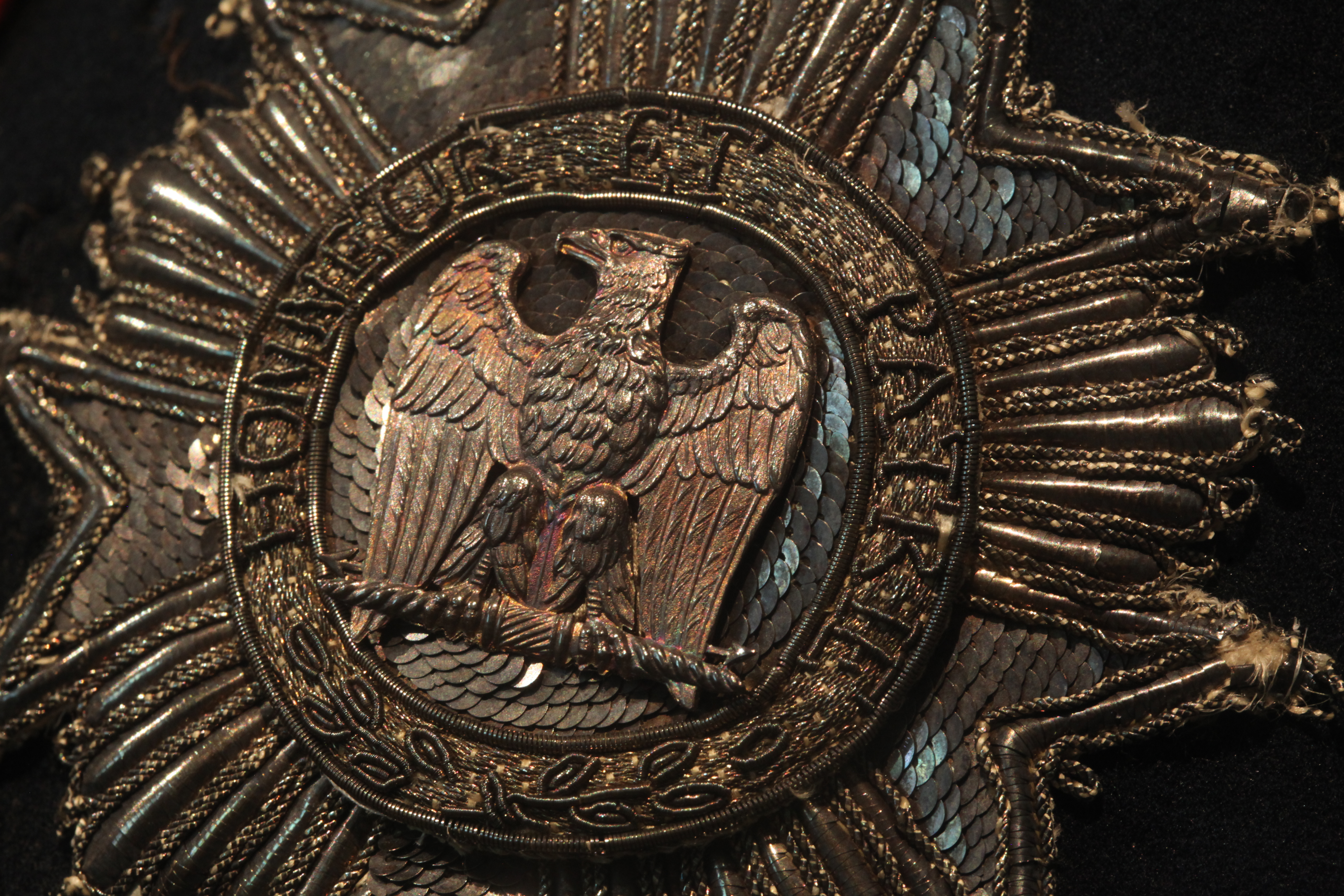
Plaque de la Légion d'Honneur brodée, détail de l'uniforme de colonel de Chasseurs à cheval de la Garde impériale de Napoléon.

Premier Consul, Napoléon avait créé la Légion d'honneur en 1802. Dans un premier temps, elle est un titre sans insigne. Napoléon attend la proclamation de l’Empire pour instituer un bijou, défini par le décret du 22 messidor an XII (11 juillet 1804) : « Art. 1er. La décoration des membres de la légion d’honneur consistera dans une étoile à cinq rayons doubles. Art. 2. Le Centre de l’étoile, entouré d’une couronne de chêne et de laurier, présentera, d’un côté la tête de l’Empereur, avec cette légende, Napoléon Empereur des Français, et de l’autre, l’aigle française, tenant la foudre, avec cette légende, honneur et patrie… ». La décoration d’argent pour les légionnaires et d’or pour les autres grades, se portait à la boutonnière avec un ruban rouge.

## Échanges diplomatiques
Avec la création de la « grande décoration » (actuel grand-croix) début 1805, Napoléon amorce une politique d’échange, annonciatrice de l’époque moderne. Couronnement, alliance, réconciliation, et mariage, sont l’occasion de décerner son ordre, la Légion d’honneur, contre ceux des autres États.
Tous les souverains d’Europe seront impliqués, à l’exception des rois d’Angleterre et de Sardaigne. L’écrin de Napoléon est un des symboles de l’unification du continent que Napoléon réalise de façon hégémonique.
Les premiers échanges d’insignes, à son initiative, témoignent de la reconnaissance de sa souveraineté par les anciennes monarchies : Prusse, Bavière, Portugal et Espagne. Le nouvel empereur vient de ceindre la couronne d’Italie et de créer l’ordre de la Couronne de fer.
Après les premières victoires, il reçoit en hommage les divers ordres des États allemands réunis dans la confédération du Rhin. Enfin les échanges de décorations avec la Russie, le Danemark, la Suède marquent l’apogée de l’empire, scellée en 1810 par le mariage autrichien.
Dernière étape, au faîte de sa gloire, en 1811, Napoléon crée pour le grand empire, une décoration fédératrice, l'ordre de la Réunion.
Déchu, l’empereur fut souvent rayé des listes officielles, mais le Congrès de Vienne conserva une bonne partie des transformations opérées sur la carte de l’Europe et la pratique des échanges d’ordres entre souverains amis, perdurera et s’amplifiera.
Napoléon a reçu beaucoup des décorations de ses partenaires, tandis que son contemporain George III du Royaume-Uni a refusé toutes les décorations étrangères.

## Souverain le plus décoré de son temps

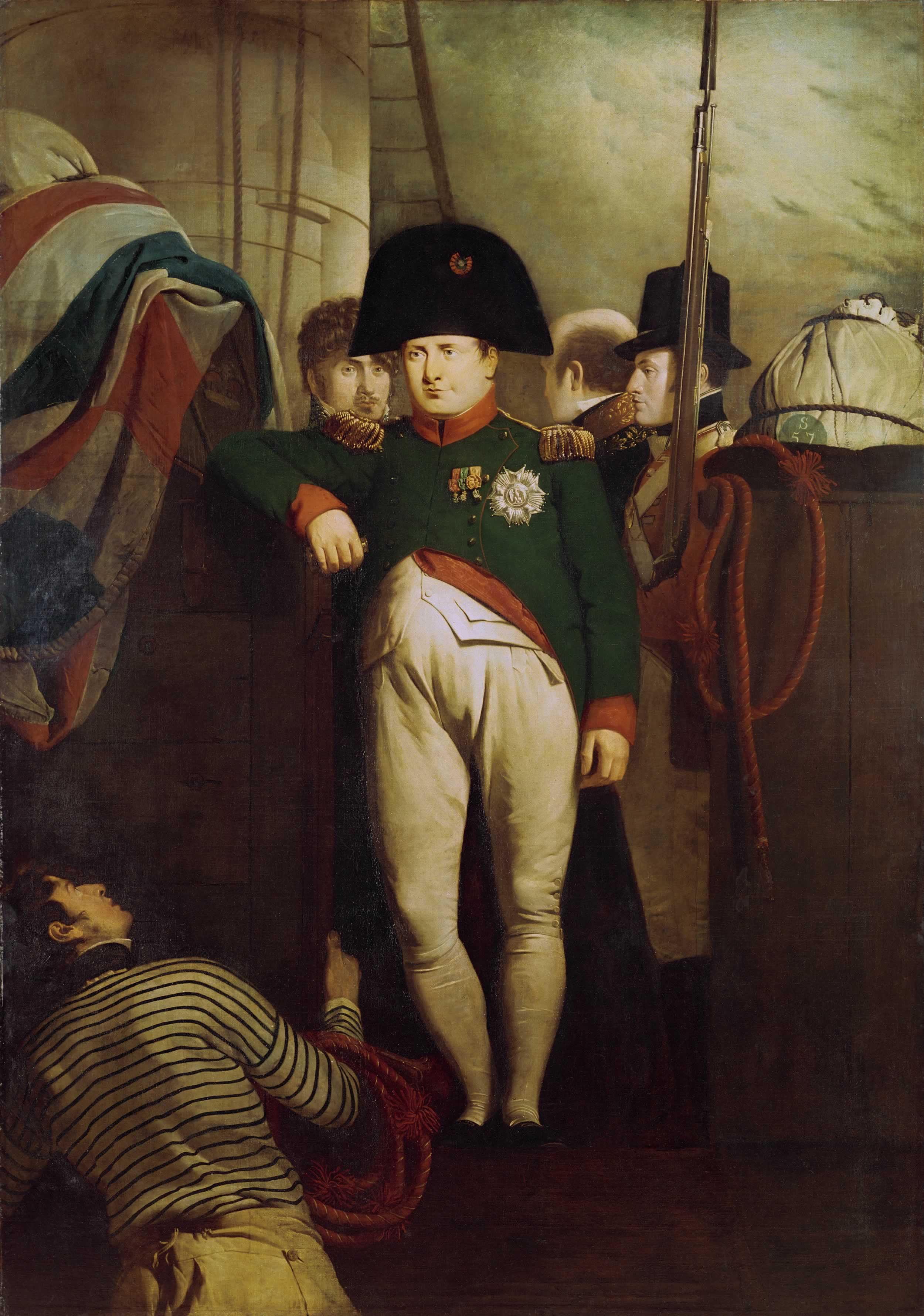
Napoléon sur le par Eastlake (1816).
Il s'agit d'une des rares représentations de l'Empereur où celui-ci porte les décorations des trois ordres dont il est le Grand maître : Légion d'honneur, ordre de la Réunion et ordre de la Couronne de fer.

De 1805 à 1811, Napoléon Ier reçoit plus de quatorze décorations étrangères, en sus de celles qu'il a instituées ou des ordres créés par les membres régnants de sa famille. La liste suivante exhaustive présente tous les ordres dont l'empereur a été décoré par date d'obtention :
- 1805 : chevalier de l'ordre de Saint-Hubert (Bavière)
- 1805 : chevalier de l'ordre de l'Aigle noir (Prusse)
- 1805 : cordon des ordres du Christ, d'Aviz et de Saint-Jacques (Portugal)
- 1805 : chevalier de l'ordre de la Toison d'or (Espagne)
- 1805 : chevalier de l'ordre de l'Aigle d'or (Wurtemberg)
- 1806 : grand-croix de l'ordre de la Fidélité (Bade)
- 1807 : grand-croix de l'ordre de Saint-Joseph (Wurtzbourg)
- 1807 : chevalier de l'ordre de Saint-André (Russie)
- 1807 : chevalier de l'ordre de la Couronne de Rue (Saxe)
- 1807 : grand-croix de l'ordre du Mérite (Hesse)
- 1808 : chevalier de l'ordre de l'Éléphant (Danemark)
- 1809 : dignitaire de l'ordre des Deux-Siciles (Naples)
- 1810 : chevalier de l'ordre des Séraphins (Suède)
- 1810 : grand-croix de l'ordre de Saint-Étienne (Hongrie)
- 1810 : grand-croix de l'ordre de Léopold (Autriche)[3].